# Ministerio de Trabajo y Previsión Social (El Salvador)
El  Ministerio de Trabajo y Previsión Social de El Salvador es una institución estatal con plena administración en materia de relaciones laborales, empleo y de la seguridad social de los salvadoreños. Fue creado en 1946.

## Historia
Por Decreto Legislativo del 11 de mayo de 1911, fue emitida la Ley de Accidentes de Trabajo, que tendría como objetivo principal el vigilar el cumplimiento de dicho acuerdo a los Alcaldes Municipales y a los Jueces de Paz, esto sentaría las bases para la creación del Ministerio de Trabajo.
En 1945 se crea por decreto presidencial el Ministerio de Trabajo, Industria y Agricultura, entrando en funcionamiento pleno el 22 de diciembre de 1946. Años más tarde fue dividido en dos y es estableció el nombre definitivo de Ministerio de Trabajo y Previsión Social.

## Instituciones Adscritas
- Instituto Salvadoreño del Seguro Social[2]].
- Fondo de Protección de Lisiados y Discapacitados a Consecuencia del Conflicto Armado (FOPROLYD).
- Instituto Salvadoreño de Fomento Cooperativo (INSAFOCOOP).
- Instituto Salvadoreño de Formación Profesional (INSAFORP).